# Matthäus Merian
Matthäus Merian starší (22. září 1593, Basilej – 19. června 1650, Bad Schwalbach) byl švýcarský rytec a nakladatel působící především ve Frankfurtu nad Mohanem. Mědirytectví se vyučil u Dietricha Meyera v Curychu a pak pracoval ve Francii, zvláště v Paříži, v Holandsku a ve svaté říši. Usadil se posléze ve Frankfurtu nad Mohanem, kde se svým tchánem Theodorem de Bry vedl rozsáhlou mědiryteckou dílnu. V letech 1631–1632 v jeho dílně pracoval český grafik a kreslíř Václav Hollar.
Z jeho rytin je třeba uvést zejména sbírku grafik evropských měst Topographia Germaniae (text od Martina Zeillera, ve Frankfurtu od r. 1640; dokončeno až po Merianově smrti r. 1688, celkem 30 svazků a přes 2000 rytin). Obrazy měst i krajin, jež Merian provedl, vynikají výtečnou perspektivou, méně ceněny jsou ilustrace, jimiž obohatil četné knihy, jako Theatrum Europaeum, velké dílo ze současných dějin, bibli, Gottfriedovu Chroniku a jiné.

## Potomstvo
Jeho syn Matthäus Merian mladší (1621, Basileji – 1687, Frankfurt) byl malířem podobizen dle vzoru Anthonise van Dycka.
Druhý syn Kaspar Merian byl mědirytcem.
Dcera Maria Sibylla Merianová, provdaná Graffová (1647, Frankfurt – 1717, Amsterdam), byla malířkou a zabývala se také mědirytectvím. Zvlášť proslulou se stala svými miniaturami a akvarely květin a hmyzu. Roku 1699 podnikla cestu do Surinamu a vydala pak Metamorphosis insectorum surinamensium (Amsterd., 1705), výsledek studií o proměnách surinamského hmyzu. Již před tím napsala také Erucarum ortus, alimentum et paradoxa metamorphosis (Norimb., 1679 a 1683; 2 sv.). Její práce nalézají se v muzeích v Amsterdamu, v Londýně a v Petrohradě.

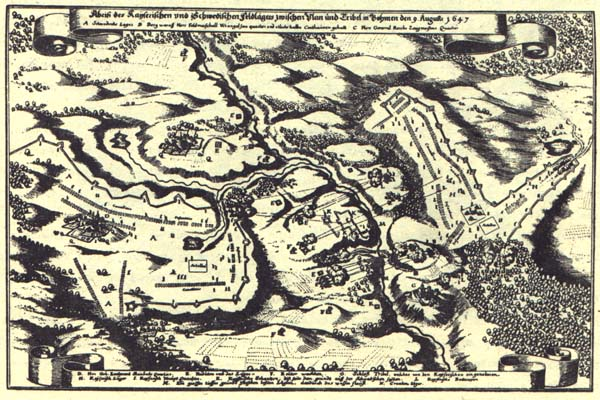
Bitva u hradu Třebel
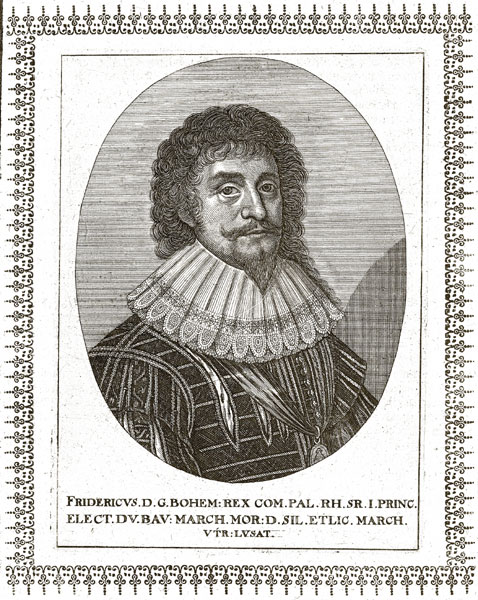
Fridrich Falcký
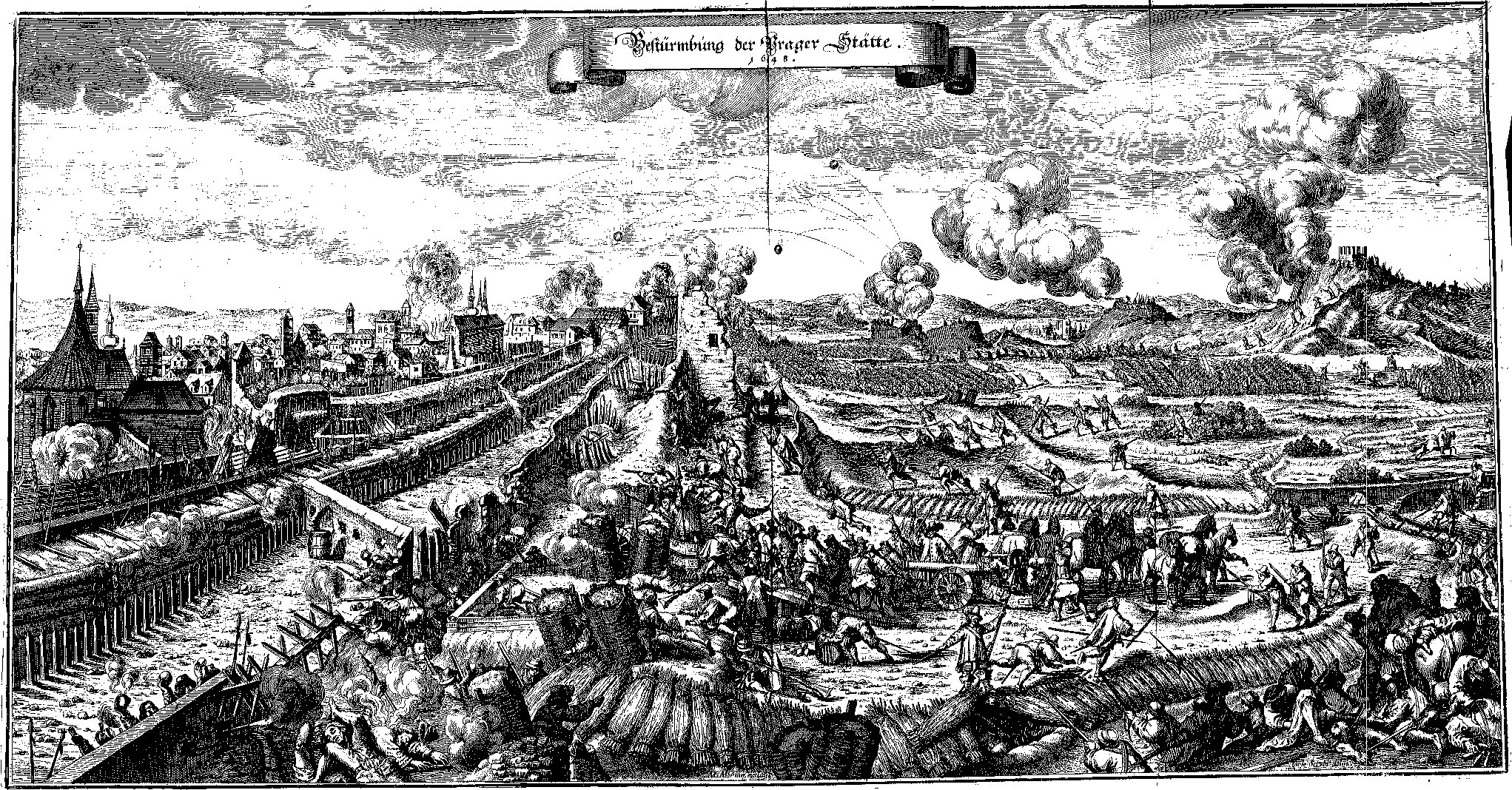
Praha
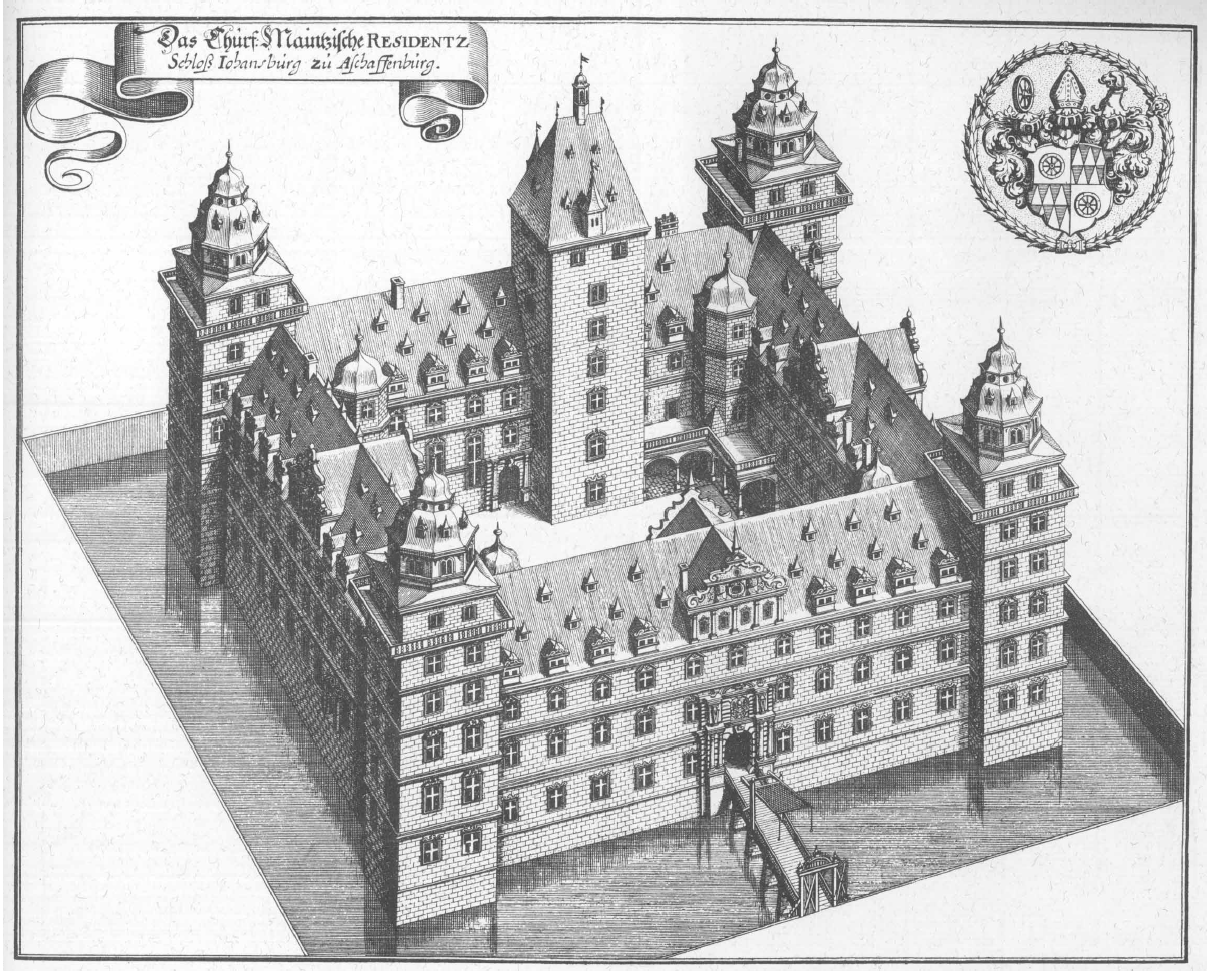
Johannisburg